# Aljamia
Aljamia (de l'àrab: العجَميَّة, al-ʿajamiyya) és el nom de l'escriptura amb caràcters àrabs de les diverses llengües romàniques de la península Ibèrica. La llengua de l'administració era l'àrab però les parles d'origen llatí seguien vives en l'ús de part de la població, i aquesta llengua s'escrivia amb caràcters aràbics. Amb aquest tipus d'escriptura es varen redactar un nombre significatiu de textos, destacant els diwans (col·leccions de poemes).
Altres usos d'aljamia: Per extensió, s'utilitzen els termes hebraicoaljamiat o simplement aljamiat per referir-se als textos en llengües romàniques escrits amb l'alfabet hebreu, especialment per part dels jueus sefardites, ja que tradicionalment el judeocastellà s'ha escrit en caràcters hebreus.